# جک ریچر: هرگز بازنگرد
جک ریچر: هرگز بازنگرد (به انگلیسی: Jack Reacher: Never Go Back) فیلمی اکشن و دلهره‌آور آمریکایی به کارگردانی ادوارد زوئیک و نویسندگی زوئیک و ریچارد ونک است. این فیلم دنباله‌ای بر جک ریچر (۲۰۱۲) محسوب می‌شود و از بازیگران آن می‌توان به تام کروز، کوبی اسمالدرز، پاتریک هویزینگر، دانیکا یاروش و هولت مک‌کالانی اشاره کرد.
فیلم‌برداری فیلم از ۲۰ اکتبر ۲۰۱۵ در نیواورلئان، لوئیزیانا انجام شد و در نهایت در تاریخ ۲۱ اکتبر ۲۰۱۶ در ایالات متحده به نمایش درآمد. این قسمت جک ریچر برخلاف قسمت قبلی خود همراه با موفقیت نبوده به ویژه در زمینه فروش که مورد استقبال قرار نگرفت.

## خلاصه داستان
سرگرد سوزان ترنر اخیراً با جک ریچر دوستی برقرار کرده، جک برای ملاقات او راهی واشینگتن می‌شود اما می‌فهمد که ترنر بازداشت شده‌است، پس از مدتی ریچر را هم بازداشت می‌کنند ریچر در بازداشتگاه موفق به فراری دادن ترنر می‌شود.
ریچر می‌فهمد که ترنر روی پرونده قتل ۲ افسر در افغانستان تحقیق می‌کرده‌است، آن‌ها با اسلحه نیروی خودی کشته شده‌اند و پلیس ارتش می‌خواهد برای ترنر پرونده سازی کند.
آن‌ها سپس مجبور می‌شوند دختری به نام سامانتا داتون را که ادعا کرده فرزند ریچر است پیدا کنند و او را قبل از رسیدن نیروهایی که ریچر را تعقیب می‌کنند نجات دهند تا کشته نشود. آن‌ها سامانتا راپیدا می‌کنند.
آن‌ها به نیواورلئان می‌روند و پس از صحبت با یک شاهد می‌فهمند ژنرال جیمز هارکنس پشت این اتفاقات است در پایان با کمک کاپیتان اسپین به مقر هارکنس می‌رسند و در اسلحه‌ها مواد مخدر پیدا می‌کنند و می‌فهمند آن‌ها در پوشش اسلحه قاچاق مواد مخدر انجام می‌دهند.
پس از آن جک ریچر می‌فهمد که شکارچی محل اقامت آن‌ها را پیدا کرده‌است پس او به هتل محل اقامتشان رفته و موفق به نجات جان سامانتا می‌شود و شکارچی را می‌کشد. در پایان ریچر می‌فهمد سامانتا دختر او نیست.

## بازیگران
- تام کروز در نقش جک ریچر
- کوبی اسمالدرز در نقش سرگرد سوزان ترنر
- آلدیس هاج در نقش کاپیتان آنتونی اسپین
- پاتریک هویزینگر در نقش شکارچی
- دانیکا یاروش در نقش سامانتا داتون
- هولت مک‌کالانی در نقش سرهنگ سام مورگان
- آستین هبرت در نقش دانیل پرودهم
- رابرت نپر در نقش ژنرال جیمز هارکنس
- جسیکا استروپ در نقش گروهبان سولیوان
- رابرت کاترینی در نقش سرهنگ باب مورکرافت

## نقد و فروش
«جک ریچر: هرگز بازنگرد» دنباله ای ضعیف بر اثری است که حتی قسمت اول آن هم خیلی فراتر از یک اکشن ساده و بی حال نمی‌رفت. ساخت قسمت سوم از سری داستانهای «جک ریچر» مستقیماً به فروش این قسمت بستگی دارد و اگر موفقیتی حاصل شود، قطعاً سازندگان به سراغ ساخت یک فیلم دیگر براساس یکی از ۲۰ جلد کتاب آقای لی چایلد (تا به امروز) خواهند رفت اما تا آن زمان، می‌توان امید داشت که سازندگان جک ریچر تصمیمی در راستای نام قسمت دوم برای این شخصیت اتخاذ نمایند و هرگز او را بازنگردانند.

## باکس آفیس
این فیلم در ایالات متحده و کانادا ۵۸٫۷ میلیون دلار و در سایر کشورها ۱۰۳٫۴ میلیون دلار به دست آورد که مجموعاً ۱۶۲٫۱ میلیون دلار در سرتاسر جهان در مقابل بودجه ۶۰ الی ۹۶ میلیون دلاری‌اش بود.